# Mosquée Mihrimah (Usküdar)
Pour les articles homonymes, voir Mosquée Mihrimah.
La mosquée Mirimah (Mihrimah Sultan Camii, en turc) est une mosquée du district d'Üsküdar à Istanbul en Turquie. Elle porte le nom de la fille de Soliman le Magnifique et de Roxelane (Hürrem Sultan, en turc), la princesse Mihrimah qui a ordonné et financé sa construction. Œuvre de l'architecte impérial Sinan, l'édifice est achevé en 1548. Son plan est original, car elle comporte une coupole centrale entourée de trois autres coupoles.

## Architecture
La grande mosquée se dresse sur une plate-forme surélevée avec un large portique double qui contient une belle fontaine d'ablutions en marbre. L'architecture présente plusieurs caractéristiques du style mature de Mimar Sinan : un sous-sol spacieux et hautement voûté, des minarets élancés et un baldaquin à un seul dôme flanqué de trois demi-dômes se terminant par trois exèdres.
L'extérieur est composé de pierre de taille, une fine pierre de taille de couleur gris à crème. Les murs intérieurs et les mimbres sont constitués de marbres importés.
L'un des minarets porte encore un cadran solaire sculpté.
À l'origine, il faisait partie d'un complexe dont certaines parties ont survécu, bien qu'elles aient désormais des objectifs différents.